# Кузаев, Александр Ефремович
Александр Ефремович Кузаев (1894 — 1969) — советский военно-морской деятель, инженерный работник, моряк-подводник, лауреат Сталинской премии 2-й степени за создание лёгкого мощного дизеля (1946), инженер-капитан 1-го ранга (1940).

## Биография
Родился 9 июля 1894 года[по какому календарю?]. В 1915 году окончил Морское инженерное училище (отдел подводного плавания) и определён старшим инженером-механиком подводной лодки «Львица». С 30 сентября по 9 декабря 1915 года служил на подводной лодке «Гепард», затем убыл в учебный отряд подводного плавания. В 1916 году — судовой инженер-механик подводной лодки «Барс»; в 1917 году — старший инженер-механик, впоследствии командир и заведующий подводной лодки «Змея».
Инженер-механик подводной лодки «Вепрь» в 1918—1919 годах. В РККФ — механик 1-го дивизиона подводных лодок Балтийского флота (1920); служил на подводных лодках «Змея», «Кугуар», «Тур» (1921—1926). Затем был на руководящих должностях отделов Технического управления НТК ВМФ (старший инженер 1-й секции 6-го отдела научно-технического комплекса РКВМФ в 1939), Управления кадров ВМФ, ЦНИВК, Института № 1 ВМС (1926—1953).
В 1927—1934 годах принимал участие в составлении «Технической энциклопедии» в 26-и томах под редакцией Л. К. Мартенса, автор статей по тематике «морское дело».
Похоронен на Северном кладбище Санкт-Петербурга.

### Звания
- Инженер-механик-мичман (1915);
- Инженер-флагман 3-го ранга (13 июня 1939)[2][3].
- Инженер-капитан 1-го ранга (8 июня 1940)[4].

### Награды
В числе его 16 наград: 6 орденов и 10 медалей.